# Fületelke
Fületelke (románul: Filitelnic) falu Romániában, Maros megyében.

## Története
1342-ben említik először Fyleteluke néven. A települést az 1960-as évekig főként erdélyi szászok lakták, az ő nevükhöz fűződik egy lutheránus erődtemplom építése, melynek keletkezési dátumáról nincs tudomásunk, de 1500 körül már biztosan állt. Ma már csak romjai láthatóak.
Fületelke a trianoni békeszerződésig Kis-Küküllő vármegye Erzsébetvárosi járásához tartozott.

## Népessége
1910-ben 582 lakosa volt, melyből 521 német, 44 román, 17 magyar nemzetiségű volt.
2002-ben 270 lakosa volt, ebből 207 román, 53 magyar és 10 német.

## Vallások
A falu lakói közül  186-an ortodox hitűek, 22 fő római katolikus, 27 fő református, 9 fő evangélikus és 5 fő unitárius, illetve 36-an egyéb felekezetekhez tartoznak.